# Большеломовисский сельсовет
Большеломовисский сельсовет — сельское поселение в Пичаевском районе Тамбовской области Российской Федерации.
Административный центр — село Большой Ломовис.

## История
Статус и границы сельского поселения установлены Законом Тамбовской области от 17 сентября 2004 года № 232-З «Об установлении границ и определении места нахождения представительных органов муниципальных образований в Тамбовской области».

## Население
| 2010  | 2012  | 2013  | 2014  | 2015  | 2016  | 2017  |
| ----- | ----- | ----- | ----- | ----- | ----- | ----- |
| 900   | ↗1330 | ↘1290 | ↘1240 | ↘1187 | ↘1136 | ↘1112 |
| 2018  | 2019  | 2020  | 2021  |       |       |       |
| ↘1086 | ↘1042 | ↘1017 | ↘988  |       |       |       |

## Состав сельского поселения
| №  | Населённый пункт | Тип населённого пункта       | Население |
| -- | ---------------- | ---------------------------- | --------- |
| 1  | Большой Ломовис  | село, административный центр | ↘337      |
| 2  | Введенка         | деревня                      | ↘87       |
| 3  | Гагарино 1-е     | село                         | ↘200      |
| 4  | Гагарино 2-е     | село                         | ↘187      |
| 5  | Екатериновка     | деревня                      | 0         |
| 6  | Квашнино         | деревня                      | 50        |
| 7  | Коршуновка       | село                         | ↘253      |
| 8  | Любовка          | деревня                      | 2         |
| 9  | Малый Ломовис    | село                         | ↘132      |
| 10 | Михайловка       | деревня                      | 5         |
| 11 | Молчановский     | посёлок                      | 0         |
| 12 | Первомайский     | посёлок                      | 0         |
| 13 | Петровское       | деревня                      | ↘110      |
| 14 | Сретенка         | деревня                      | 9         |
| 15 | Холмы            | деревня                      | 11        |